# Ганда митология
Ганда митология (митология на ганда) се нарича комплексът от митологични вярвания и представи на африканската народност ганда, населяващ територията на съвременна Уганда. Ганда принадлежат към бантуезичната езикова група (говорят езика луганда) и през ХІ — ХІІ век създават държавата Буганда.
Пантеонът на ганда е многоброен и почти всички божества от него имат свой развит култ, храмове и жреци. Такива са божествата Ванга, Мукаса, Каумпули, Кибука; богът на лова Дунгу, божеството на земята Китака, небесния бог Мугулу, божеството на земетресенията Мусиси, бога на смъртта Валумбе и др. Подобно на други африкански митологии (като митологията на Йоруба, митологията на Фон, митологиите на племената, населяващи днешните Бурунди, Руанда и др.), на върховното божество Катонда, което е баща на боговете, създател на света и хората, е отредена ролята на Deus otiosus и заема второстепенно място в пантеона.
Ганда имат и много локални божества, които са богове или духове на различни природни обекти – езера, реки, хълмове и т.н.; вярват и в съществуването на горски божества и духове. Към тези божества спадат Вамала, Намамбе, Нтамазо, Мубири, Касунсули, Селванга и др. Те често са представяни с животински облик — лъв, питон и др.
В митологията на ганда се наблюдава подчертана историчност – според митовете им почти всички божества са били хора преди това. Това особено ясно личи в династичните легенди на ганда, според които божествата са предци на царете (самите царе понякога носят имена на богове). Така например културния герой в митологията на ганда Кинту е обожествен цар.